# Wolfgang Nöth (Sänger)
Wolfgang Nöth (* 26. Oktober 1974 in Regensburg) ist ein deutscher Opernsänger (Tenor).

## Leben
Nach dem Abitur in Regensburg und privaten Gesangsstunden u. a. bei Kammersänger Walter Berry studierte er von 1996 bis 2002 an der Universität Mozarteum Salzburg bei Lilian Sukis Opern- und Sologesang. Nach erfolgreicher Teilnahme an einem österreichischen Gesangswettbewerb wurde er von Intendantin Karen Stone und Generalmusikdirektor Philippe Jordan an das Opernhaus Graz verpflichtet, wo er einige Spielzeiten festes Ensemblemitglied war. Dort lernte er auch den berühmten Tenor Reiner Goldberg kennen, der seither sein Mentor und Lehrer geworden ist. Schon während seiner Grazer Zeit entwickelte er eine rege Gastspieltätigkeit, die ihn unter anderem über das Staatstheater Wiesbaden, das Teatro Verdi in Triest und die Staatsoper Hannover hin zu einer Karriere als freischaffender Künstler führte.
Zu seinen Partien zählen u. a. der „Tamino“ in Mozarts Zauberflöte, der „Herzog“ in Verdis Rigoletto, der „Tassilo“ in Kálmáns Gräfin Mariza, der „Erste Fremde“ in Künnekes Der Vetter aus Dingsda , „Max“ in Webers Freischütz und viele andere Rollen, auch in modernen Opern. Sein italienisches Repertoire reicht von den Verdi-Partien des „Cassio“ im Otello, des „Macduff“ im Macbeth, „Manrico“ in Il trovatore und „Alvaro“ in La forza del destino über den „Edgardo“ in Donizettis Lucia di Lammermoor bis zum „Rodolfo“ in Puccinis La Bohème und viele mehr. 
Obwohl deutscher Herkunft, verfügt Wolfgang Nöth über ausgeprägte belcantistische Fähigkeiten. Die „italianitá“ in seiner Stimme ist dabei auffallend. Durch seine ungewöhnliche Größe von 198 cm besitzt er eine starke Bühnenpräsenz. 
Wolfgang Nöth ist auch als Lied- und Oratoriensänger gefragt. Er ist zudem als Gesangslehrer und Stimmberater tätig.
Zusammen mit dem Historiker und Autor Michael Hesemann gestaltete er auf Einladung von Papst em. Benedikt XVI. im Vatikan ein Konzert anlässlich des 90. Geburtstages von Prälat Georg Ratzinger, bei dem er als Solist auftrat.